# Блокаторы H1-гистаминовых рецепторов
Блока́торы H1-гистами́новых реце́пторов — лекарственные препараты.
Препаратов, которые влияют на освобождение, кинетику, динамику и метаболизм гистамина, очень много. К ним, в частности, относятся его физиологические антагонисты и обратные агонисты гистамина.
Действие синтезированных антигистаминных средств было доказано экспериментально в 1937 году, разработка и совершенствование лечебных антигистаминных препаратов продолжаются по сей день.
По влиянию на ЦНС блокаторы H1-гистаминовых рецепторов делятся на препараты I (классические, седативные) и II—III (новые) поколений.

## Побочные и основные эффекты
Блокаторы H1-рецепторов, назначаемые в качестве противоаллергических препаратов (то есть, препаратов, действующих преимущественно в периферическом кровотоке), делят на I и другие «поколения». Делят по их способности проходить гематоэнцефалический барьер и, соответственно, действовать на мозг. Противоаллергические препараты I поколения так же, как седативные/снотворные анти-H1-препараты, проникают через ГЭБ и оказывают седативный/снотворный эффект. Все анти-H1-препараты, в силу того, что начинают действовать из кровотока, обладают более-менее выраженным противоаллергическим эффектом, хотя у снотворных этот эффект слабее. Второй критерий отнесения к «поколениям» — отсутствие у препаратов I поколения высокой селективности к, собственно, периферическим H1-рецепторам. Помимо H1-рецепторов, нацеленные на них антигистаминные препараты могут также действовать на мускариновые холинергические, альфа-адренергические и серотониновые рецепторы
Негативными побочными эффектами противоаллергических анти-H1-препаратов называют те эффекты, которые оказывают снотворные анти-H1-препараты. Оказывают, в основном, за счёт того, что проникают через ГЭБ. Гистаминэргические нейроны располагаются в туберомаммиллярном ядре заднего гипоталамуса и посылают свои проекции в большинство отделов мозга. Центральная гистаминовая система участвует в осуществлении многих функций мозга, таких как регуляция уровня возбуждения, регуляция режимов сна и бодрствования, контроль секреции гормонов гипофиза, подавление пищевого поведения и различные когнитивные функции, восприятие боли.
По частоте встречаемости эти эффекты распределяются так. Основной эффект — седативный, снотворный. Далее идут обезвоживание и гипотония, головокружение, шум в ушах, помутнение зрения, эйфория, нарушение координации движений, беспокойство и тревожность, повышенный аппетит, приводящий к увеличению веса, бессонница, тремор, тошнота и рвота, запор, диарея, сухой кашель. Редкие побочные эффекты включают задержку мочеиспускания, аритмию, головную боль, галлюцинацию и психоз.
Наиболее частыми побочными эффектами, отмеченными для агентов второго поколения, являются сонливость, усталость, головная боль, тошнота и сухость во рту.

## Блокаторы H1-гистаминовых рецепторов I поколения
- Diphenhydramine (Дифенгидрамин)
- Clemastine (Клемастин)
- Chloropyramine (Хлоропирамин)
- Promethazine (Прометазин)
- Cyproheptadine (Ципрогептадин)
- Hydroxyzine (Гидроксизин)
- Сехифенадин
- Mebhydroline (Мебгидролин)
- Диметинден
- Меклизин
- Хлорфенамин
- Дименгидринат
- Mequitazine (Прималан)

## Блокаторы H1-гистаминовых рецепторов II поколения
- Cetirizine (Цетиризин)
- Terfenadine (Терфенадин)
- Loratadine (Лоратадин)
- Astemizole (Астемизол)
- Acrivastine (Акривастин)
- Ebastine (Эбастин)
- Carebastine (Каребастин) (в разработке)
- Levocabastine (Левокабастин)
- Mizolastine (Мизоластин)
- Bilastine (Биластин)
- Azelastine (Азеластин)
- Bepotastine (Бепотастин)
- Setastine (Сетастин)
- Emedastine (Эмедастин)
- Epinastine (Эпинастин)
- Ketotifen (Кетотифен)
- Quifenadine (Хифенадин)
- Sequifenadine (Сехифенадин)
- Rupatadine (Рупатадин)
- Olopatadine (Олопатадин)
- Levocetirizine (Левоцетиризин) - действующий изомер цетиризина
- Fexofenadine (Фексофенадин) - метаболит терфенадина
- Desloratadine (Дезлоратадин) - метаболит лоратадина
- Norastemizole (Tecastemizole) (Норастемизол) - метаболит астемизола

## Блокаторы H1-гистаминовых рецепторов III—IV поколения
Несмотря на расхожее мнение о существовании трех или четырех поколений H1-антигистаминных средств, на данный момент это не соответствует действительности. Согласно Консенсусу по антигистаминным препаратам название «третье поколение» решено зарезервировать для обозначения антигистаминных средств, которые будут синтезированы в будущем и скорее всего по ряду основных характеристик будут отличаться от известных соединений, принадлежащих к первому и второму поколениям.
На основе некоторых антигистаминов второго поколения разработаны близкие им по формуле вещества. В научных статьях их иногда неформально причисляют к третьему поколению. Целью их разработки было повышение эффективности действия при сниженном побочном действии. Например, у левоцетиризина (Xyzal) имеется отличающийся от цетиризина энантиомер; у лоратадина  и терфенадина существуют, соответственно, метаболиты дезлоратадин (Эриус)  и фексофенадин (Allegra). Последний считают менее склонным вызывать аритмию сердца, по сравнению с терфенадином.